# I. e. 234
Évszázadok: i. e. 4. század – i. e. 3. század – i. e. 2. század
Évtizedek: i. e. 280-as évek – i. e. 270-es évek – i. e. 260-as évek – i. e. 250-es évek – i. e. 240-es évek – i. e. 230-as évek – i. e. 220-as évek – i. e. 210-es évek – i. e. 200-as évek – i. e. 190-es évek – i. e. 180-as évek
Évek: i. e. 239 – i. e. 238 – i. e. 237 – i. e. 236 –  i. e. 235 – i. e. 234 – i. e. 233 – i. e. 232 – i. e. 231 – i. e. 230 – i. e. 229

## Események

### Görögország
- II. Démétriosz makedón király hadjárat vezet Boiótiába és elpusztítja Pleurón városát.

### Róma
- Lucius Postumius Albinust és Spurius Carvilius Maximus Rugát választják consulnak.
- Korzika és Szardínia fellázad a római uralom ellen. Carvilius consul leveri a felkeléseket, míg Postumius északon a ligurok ellen visel hadat.

### Kaukázus
- Meghal I. Pharnavaz, az Ibériai Királyság alapítója. A trónon fia, I. Szaurmag követi.

### Kína
- Csin állam a pingjangi csatában legyőzi Csao államot, amely állítólag 100 ezer katonát veszít.

## Születések
- Marcus Porcius Cato (Idősebb Cato), római államférfi
- Mao-tun, hsziungnu uralkodó
- Caius Livius Salinator, római államférfi

## Halálozások
- I. Pharnavaz, Ibéria királya

## Fordítás
- Ez a szócikk részben vagy egészben  a(z)   234 BC című angol Wikipédia-szócikk ezen változatának fordításán alapul.  Az eredeti cikk szerkesztőit annak laptörténete sorolja fel. Ez a jelzés csupán a megfogalmazás eredetét és a szerzői jogokat jelzi, nem szolgál a cikkben szereplő információk forrásmegjelöléseként.